# Fotòmetre de flama

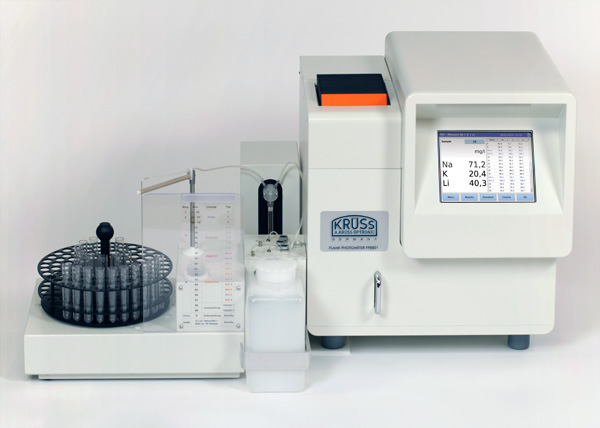
Fotòmetre de flama automàtic FP8800

Un fotòmetre de flama o espectrofotòmetre de flama, és un aparell per a l'anàlisi de substàncies inorgàniques per determinar la concentració d'ions d'elements com: el sodi, el liti, el potassi o el calci.
La mesura s'obté per una tècnica fotomètrica (emissió de la llum) a través d'una flama. La intensitat de la llum emesa és directament proporcional a la concentració de la substància problema. En la fotometria de flama, només es poden analitzar substàncies inorgàniques a causa del fet que la mostra a la flama i les substàncies orgàniques es cremen i només cendres.
La mostra o substància problema es tira de manera constant en el fotòmetre de flama; segons la intensitat de la flama i el seu color, el fotòmetre de flama determina la concentració d'aquell element que s'està calculant.
Té el gran avantatge que analitza a nivell atòmic, àtom a àtom, fent que sigui una tècnica molt sensible i estable (de química fina). L'emissió de la llum que es dona excita un àtom en repòs i el seu electró fent-lo saltar d'òrbita passant a un estat excitat, al retornar a l'estat normal es produeix la REM (remissió electró magnètica). Cada element químic emet una llum en concret. Per excitar cada element químic d'una temperatura de flama concreta que s'aconsegueix amb un gas combustible en concret.

## Parts del fotòmetre de flama
Aspirador o nebularitzador
L'aspirador, aspira la mostra que sempre és líquida (i es troba en un got o plat a fora de la màquina) per un sistema de tubs i el dirigeix cap a la flama. L'atomitzador disgrega la mostra en fines gutícules. El sistema de tubs és concèntric, l'intern condueix la mostra i l'extern aporta l'aire que dona l'oxigen que cal per a la combustió. Per a obtenir un resultat correcte, la pressió de l'aire ha de ser constant.
Cremador
És on es produeix la flama, la qual és estable i constant, és un capçal unit a un tub de gas combustible. Se sol utilitzar: gas natural, propà, acetilè o alguna mescla partida d'aquests tres.
Compressor
La seva funció és la generar el buit i donar una pressió determinada.
Manòmetre i caudalímetre
Tots dos són vàlvules que controlen i regulen la pressió del cabdal o flux.
Selector
Selecciona la λ d'emissió determinada amb la qual es vol treballa; el selector pot ser un filtre o vidres de colors.
Detector
Recull la llum que travessa el selector i la travessa en energia elèctrica gràcies a unes cèl·lules fotovoltaiques.
Sistema de registre
Recull l'energia elèctrica donada pel detector i el transforma en forma de senyal visible en un monitor (amb lletres).

## Patró intern
El patró intern, és un element químic diferent a l'element problema que s'introdueix a la mostra per corregir possibles desviacions i interferències, sol ser: liti, cesi o calci.
Mai es pot utilitzar el mateix element per patró intern i per la mostra, si volem calcular la concentració de calci, el patró intern ha de ser de liti o cesi, sinó el resultat donaria falsament elevat.
El patró intern funciona ficant una quantitat determinada d'aquell element a la mostra i notificant a l'aparell quan hi ha, segons el resultat que dona el fotòmetre de flama calcula quin error hi ha i ho aplica a la mostra el qual és directament proporcional.
A més a més també s'ha d'utilitzar un patró extern o estàndard, que tindrà la mateixa composició que aquella de què està feta el medi de la mostra per tenir-lo de referència i marcar-lo com a zero.

## Interferències o causes d'error
Hi ha diferents causes que poden provocar un error:
De radiació
Es produeix quan a la mostra hi ha un element que emet una llum amb una λ d'emissió molt propera a la de l'emet problema que s'està estudiant, això pot fer es conti com si fos el mateix i, per tant, el resultat surt falsament augmentat. La solució per aquest problema és tenir un bon selector que pugui diferenciar les dues λ.
D'excitació
Es dona quan es produeix una transferència d'electrons entre àtoms, de forma que quan un electró torna a l'òrbita inicial s'emet llum de l'element que ha captat un electró d'un element i no un altre. La solució és afegir el patró intern (un element diferent al problema que queda sotmès als mateixos errors i interferències).
De fons
Es generen grans macromolècules presents en la mostra i en concentració elevada. Un exemple serien els triacilglicerols els quals quan es cremen emeten un flaix durant uns segons que interfereix en la λ fent que el resultat doni falsament augmentat.
Químic
Es dona en aquells casos en els quals hi ha més d'un elements que a l'entrar en contacte reaccionen entre ells i formen en un compost químic el qual emet una λ diferent a la desitjada.
Aquestes causes d'error es donen per una variació de l'aspiració de la mostra, no es crema bé i el resultat surt alterat, per evitar aquests casos s'ha de netejar el cremador periòdicament.

## Aplicacions del fotòmetre de flama
- En el diagnòstic de malalties: per veure la concentració d'ions de diferents elements (calci, wodi, potassi…) en diferents medis (orina, femta, sang…).
- Detecció de la natrèmia plasmàtica, potasèmia, clorèmia…
- Monitoratge del seguiment d'un tractament.
- En la indústria alimentària: anàlisi i control del producte.
- En la indústria farmacèutica per a comprovar la concentració dels medicaments.
- En la salut ambiental per comprovar la concentració de tòxics en: pantans, rius, llacs…